# Castello di Monteventano
Das Castello di Monteventano ist eine mittelalterliche Burg in Monteventano, einem Ortsteil der Gemeinde Piozzano in der italienischen Emilia-Romagna.
Die Burg liegt auf dem Gipfel des Monte Ventano, dessen ziemlich steile Flanken sie auf allen vier Seiten schützen, in etwa 420 Metern Seehöhe im oberen Luretta-Tal auf dem linken Ufer der Luretta di Monteventano, einem rechten Zufluss des Luretta-Baches, und zwar an einer Stelle, an der sich das Tal verengt. Von hier aus und vom Castello di Vei, einer ehemaligen, weiter oben liegenden Burg auf dem anderen Ufer des Luretta, wurde der Weg im Talgrund kontrolliert.

## Geschichte

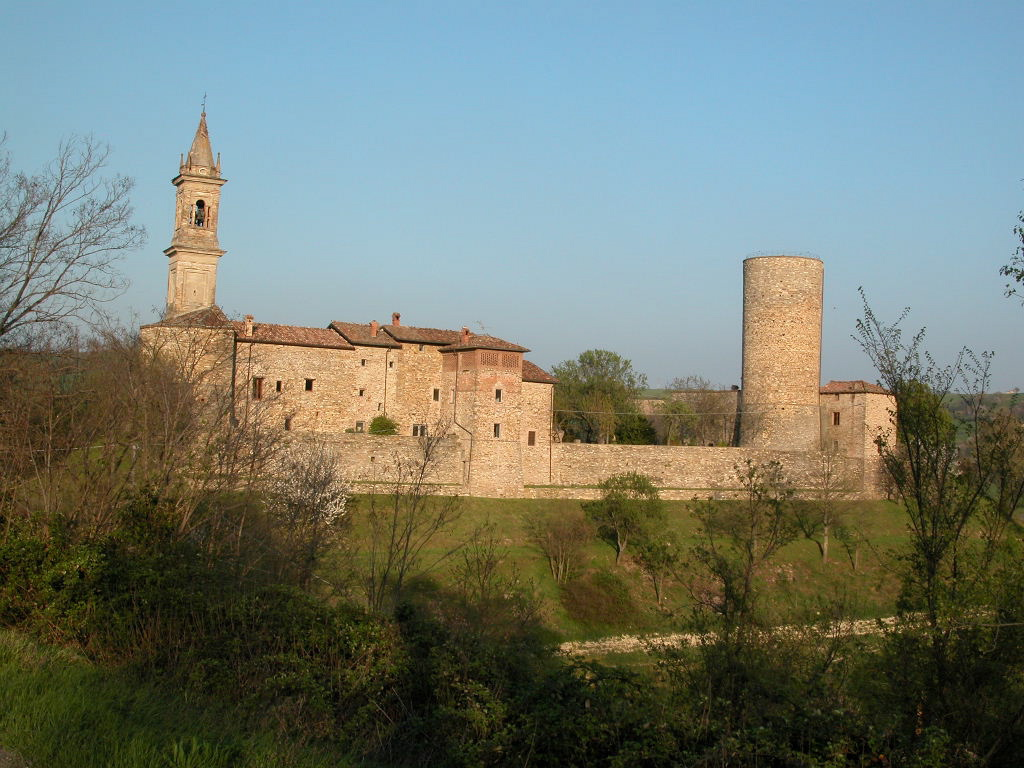
Ansicht der Burg

Die Ursprünge des Komplexes sind auf die Zeit um das Jahr 1000 zurückzuführen. Die erste sichere dokumentarische Erwähnung der Burg ist die über ihre Zerstörung durch die Truppen von Kaiser Friedrich Barbarossa im Jahre 1164 und der folgenden Löschung der kaiserlichen Lehen. Später wurde die Burg wiederaufgebaut und 1268 durch ghibellinische Truppen unter der Führung von Ubertino Landi belagert. Am Ende der Schlacht wurde die Burg angezündet und die Miliz, die sie belegt hatte, verurteilt.
Später wurde das Gebiet von Monteventano zur Grafschaft erhoben. 1408 verlehnte der Herzog von Mailand, Giovanni Maria Visconti, sie an die Familie Arcelli in Person der Brüder Martino, Bartolomeo und Antonio Arcelli. 1494 wurde die Familie Arcelli aus dem gesamten Herzogtum Mailand verbannt und die Verlehnung der Grafschaft zurückgenommen, nachdem sie versucht hatte, sich der Stadt Piacenza zu bemächtigen. Bereits zwei Jahre später jedoch war die Burg wieder im Eigentum eines Arcelli, Zanotto.
Anfang des 16. Jahrhunderts gelang es den Arcellis, die Erhebung der vorhandenen Kirche zur Pfarrkirche zu erreichen. Das erste offizielle Dokument, in dem der neue Titel dieses religiösen Gebäudes erwähnt ist, stammt aus den Jahren 1555/1556 und beschreibt es als zur Pfarre Pomaro gehörig.
Nach dem 16. Jahrhundert wurde die Burg einigen Arbeiten unterzogen, die auch die Kirche Mariä Geburt betrafen, deren Orientierung um 90° gedreht wurde und die mit dem Bau des Altarraums und des Glockenturms auf den Resten des Nordturms der Burg erweitert wurde.
Nachdem im 16. Jahrhundert das Eigentum an der Burg zwischen verschiedenen Mitgliedern der Familie Arcelli aufgeteilt worden war, fiel es 1647 an die Familie Borghi, der 1700 die Familie Giandemaria folgte und 1728 die Familie Montani; dann ging die Burg wieder in den Besitz der Arcellis über, wo sie bis zum Beginn des 20. Jahrhunderts verblieb.
Im Zweiten Weltkrieg war in der Burg die gleichnamige Einheit der Brigate Giustizia e Libertà (dt.: Brigaden Gerechtigkeit und Freiheit) der Resistenza untergebracht, und zwar unter der Führung des Partisanen Ludovico Muratori, genannt „Muro“. In der Schlacht von Monticello, die am 15. und 16. April 1945 bei der gleichnamigen Burg auf dem Grat zwischen dem Luretta-Tal und dem Val Trebbia geschlagen wurde, hatten die Kräfte aus dem Castello di Monteventano einen entscheidenden Anteil am Sieg der Partisanentruppen; sie waren unter der Führung von Lino Vescovi, genannt „Il Valoroso“, der seinen Tod in dieser Schlacht fand, als er zur Unterstützung der Partisanen im Morgengrauen des 16. April in der Burg verbarrikadierte.
In den 1990er-Jahren wurden an dem Komplex etliche Restaurierungsarbeiten durchgeführt, mit denen die ursprünglichen, mittelalterlichen Gebäude saniert wurden, die bis dahin erhalten, aber einem jahrhundertelangen Verfall ausgesetzt worden waren.

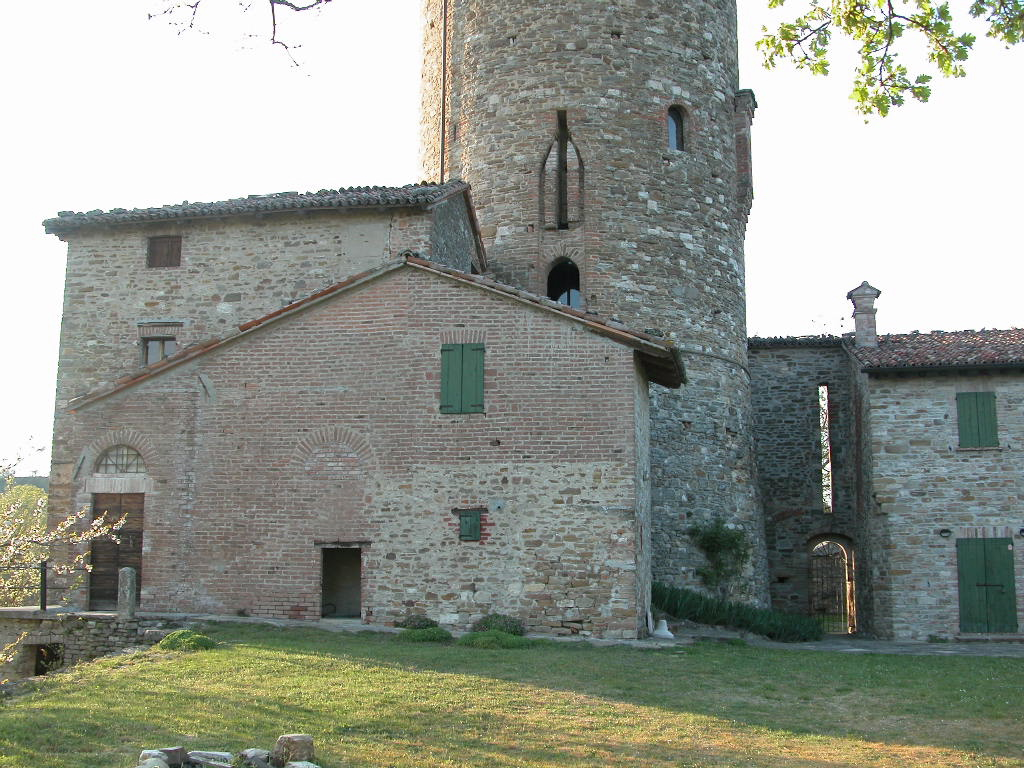
Eingang zum Turm mit Schlitzen der Zugbrücke

Die Burg wurde in ein Wohnhaus umgewandelt und gehört dem deutschen Maler Bernd Zimmer, der zu den Gründern der Künstlerbewegung Neue Wilde gehört.

## Beschreibung
Von dem ursprünglichen, mittelalterlichen Komplex sind Reste der äußeren Umfassungsmauer, ein Eingang mit Bogen und Spuren der Einkerbungen für die Zugbrücke, vermutlich mit Brückenschläger, ein Türmchen mit rechteckigem Grundriss, das sich an den Wohnpalast anlehnt, und der Donjon auf der Südseite erhalten, der etwa 30 Meter hoch und mit einem Bogenfenster und einem kleinen Balkon versehen ist.
Auf den Resten eines weiteren Turms auf der Nordseite des Komplexes wurde im 16. Jahrhundert der Glockenturm der Pfarrkirche errichtet, die noch ihre originale Apsis in romanischem Stil besitzt. Diese wurde am Ende der Erweiterungsarbeiten des Gebäudes in ein Baptisterium umgebaut. Sie ist mit Bogenfriesen dekoriert und stammt aus dem 12. Jahrhundert; vielleicht entstand sie aus einem der ursprünglichen Türme der Festung. Die folgende Kirche hat eine Giebelfassade mit Dreiecksgiebel, der mit einem Gesims aus Sichtmauerziegeln verziert ist. Sie ist durch ihren Grundriss als einschiffige Halle mit drei Jochen, versehen mit Kreuzgewölben, gekennzeichnet.